# Homalium angustifolium
Homalium angustifolium är en videväxtart som beskrevs av James Edward Smith. Homalium angustifolium ingår i släktet Homalium och familjen videväxter. Inga underarter finns listade i Catalogue of Life.